# Scaliola bella
Scaliola bella is een slakkensoort uit de familie van de Scaliolidae. De wetenschappelijke naam van de soort is voor het eerst geldig gepubliceerd in 1860 door A. Adams.